# برنجک

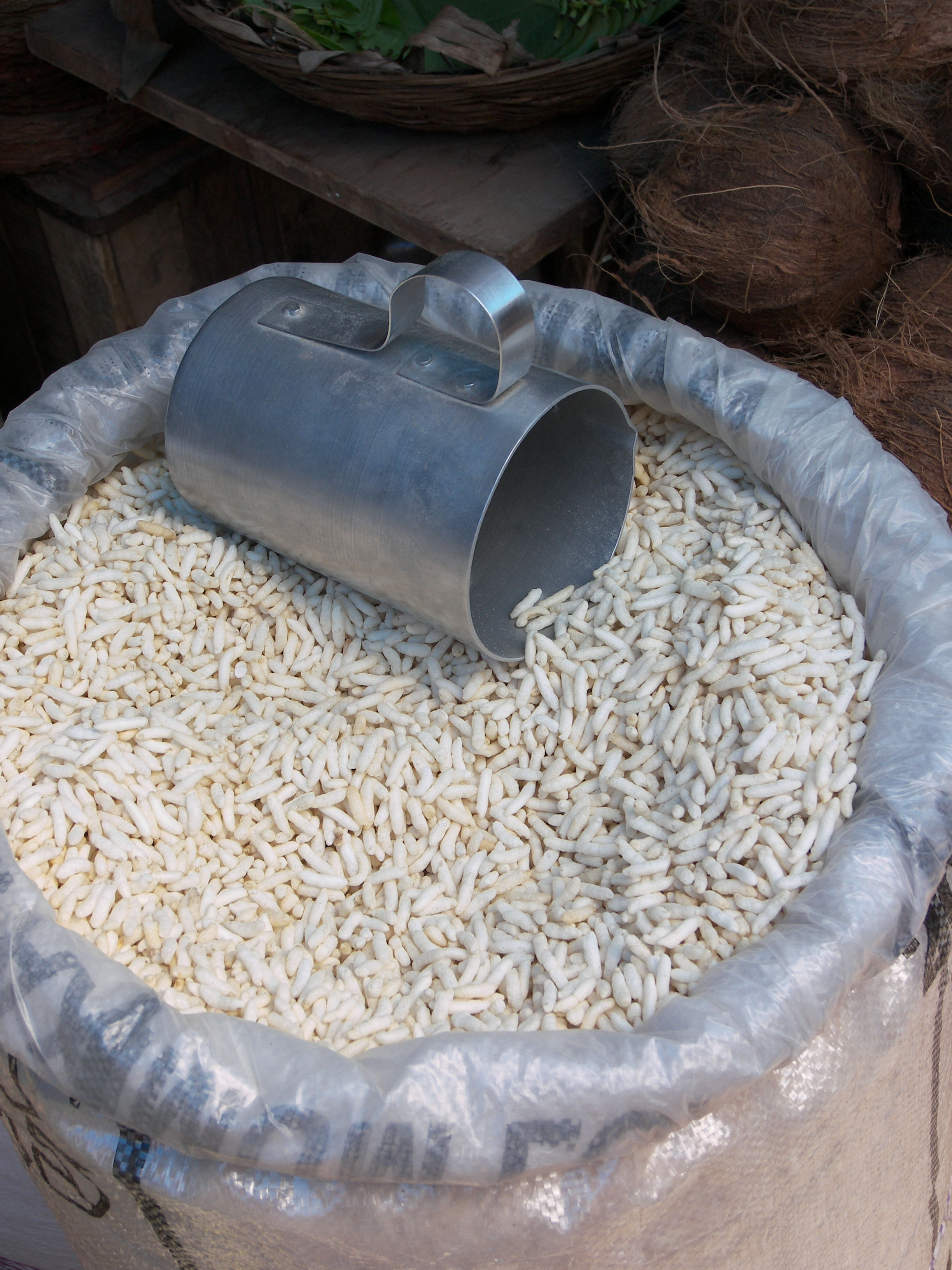
برنجک

برنجک نوعی خوراکی یا گونه‌ای از تنقلات است که از برنج و به روشی خاص تهیه می‌شود.  
طریقه تهیه این خوراکی را اینگونه توصیف کرده‌اند: برای تهیه برنجک، در ابتدا برنج را در آب کافی می جوشانیم تا اینکه مغز آن پخته شود و بعد از آن برنجهای پخته شده را آبکش میکنیم و آن‌ها را میگذاریم تا کاملاً خشک شود. بعد از آن، آن‌ها را در مقداری روغن تفت می دهیم تا پف کنند و قابل خوردن شوند.
مقداری از شکر را به روش بن ماری ذوب می کنیم .سپس با برنجهای پف کرده مخلوط می کنیم تا برنجها به همدیگر بچسبند سپس روی یک سطح صاف آن‌ها را پهن کرده و با کمک وردنه یا پشت قاشق صاف می کنیم و بعد از خنک شدن آن‌ها را برش می زنیم.

### نان برنجک
برنجک انواع مختلفی دارد که یک نوع محبوب آن در ایران بنام نان برنجک یافت میشود که محصولی تهیه شده از برنجک یا برنج پف کرده است و معمولاً بدلیل کالری کم بعنوان محصولی پرهیزی مورد استفاده قرار میگیرد.

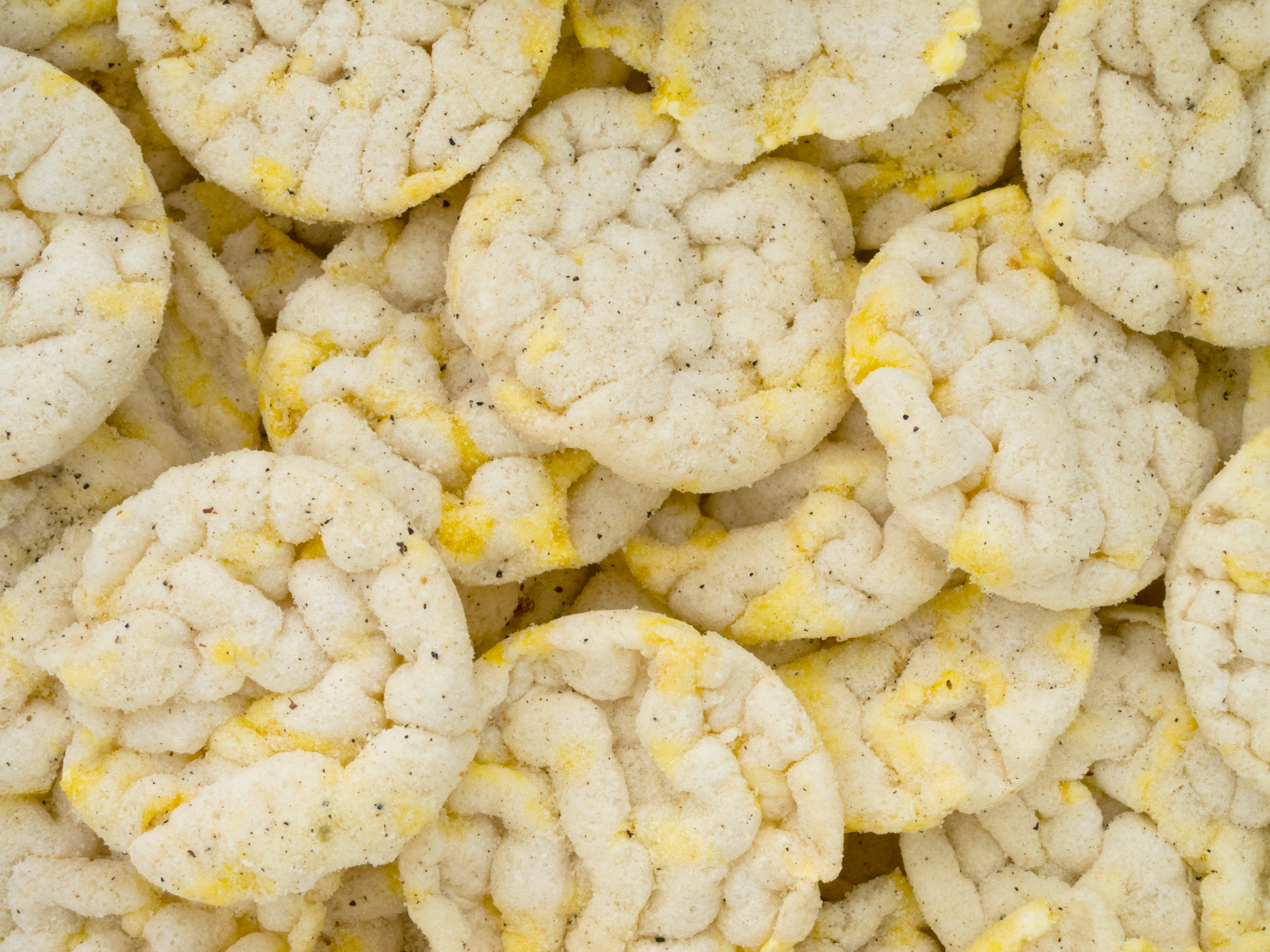
نان برنجک، بصورت تجاری در ایران فروخته میشود